# تقييم إلكتروني
إن التقييم الإلكتروني بمعناه الأشمل هو استخدام تقنية المعلومات في إجراء أي تقييم يتعلق بنشاط معين. ويتضمن هذا التعريف مجموعة كبيرة من أنشطة الطلاب، والتي تبدأ من استخدام معالج الكلمات إلى الاختبار المرئي. ونظرًا لتشابهه الواضح مع التعليم الإلكتروني، فقد أصبح مصطلح التقييم الإلكتروني يستخدم بكثرة كمصطلح عام لوصف استخدام الحواسيب في إطار عملية التقييم. وتتضمن أنواع التقييم الإلكتروني المحددة الاختبار الحاسوبي التكيفي والاختبار التصنيفي الحاسوبي.
ويمكن استخدام التقييم الإلكتروني في تقييم القدرات المعرفية والعملية. ويتم تقييم القدرات المعرفية باستخدام برنامج الاختبار الإلكتروني؛ بينما يتم تقييم القدرات العملية باستخدام المحافظ الإلكترونية أو برنامج المحاكاة.

## المكونات
يضم نظام الاختبار الإلكتروني المصمم للتركيز على المؤسسات المنخفضة المستوى مكونين: (1) محرك التقييم و (2) بنك الأسئلة. ويتكون محرك التقييم من الأجهزة والبرامج المطلوبة لإنشاء اختبار وتقديمه. وتعمل معظم محركات الاختبار الإلكتروني على أجهزة قياسية، وهكذا فإن السمة الأساسية هي الأداء الوظيفي للبرنامج. وتوجد مجموعة كبيرة من حزم البرامج الجاهزة. ولا يتضمن البرنامج الأسئلة نفسها؛ حيث إن المسؤول عن توفير ذلك هو بنك الأسئلة. ومتى تم إنشاؤه، يستخدم المحرك بنك الأسئلة لإعداد الاختبار. ويعد اختبار الورقة والقلم التقليدي مشابهًا لذلك، ولكن يتم سحبه من بنك الأسئلة مرة واحدة فقط عند إرساله للنشر.
إن إنشاء بنك الأسئلة أكثر تكلفة واستهلاكًا للوقت من تثبيت محرك التقييم وتهيئته. ويعود ذلك لحقيقة إمكانية شراء محركات التقييم «الجاهزة»، بينما يلزم تطوير بنك الأسئلة لكل تطبيق محدد.
يتطلب نظام التقييم الإلكتروني المصمم للتركيز على أشكال المعرفة الأكثر تعقيدًا أحد أنواع الأنشطة التفاعلية ونظامًا لدعوة الطلاب للاستدلال المنطقي أو حل المشكلات المتعلقة بذلك النشاط. ويعرف أحد أنواع البرامج البحثية المؤثرة باسم التصميم المرتكز على الدليل (ECD). ويتضمن برنامج التصميم المرتكز على الدليل استخدام شبكات الاستدلال البايزي لإنشاء نموذج معقد عن معرفة الطالب ومجموعة من الأنشطة أو المسائل ليقوم الطلاب بحلها وتتيح للنظام تقدير مدى استيعابهم لمادة دراسية معينة.

## المزايا
أصبح استخدام التقييم الإلكتروني على نطاق واسع. ويتميز عن التقييم التقليدي (القائم على الورقة) في العديد من المزايا. من بين هذه المزايا:
1. التكاليف الأقل على المدى البعيد
2. الملاحظات الفورية للطلاب
3. مرونة أكبر فيما يتعلق بالموقع والتوقيت
4. موثوقية أفضل (التصحيح الآلي أكثر موثوقية عن التصحيح البشري)
5. حيادية أفضل (لا «يعرف» التصحيح الآلي الطلاب، لذا لا يفضلهم ولا يلتمس الأعذار للأخطاء الصغيرة)
6. كفاءة تخزين أفضل - يمكن تخزين عشرات الآلاف من نصوص الإجابات على خادم واحد مقارنةً بالمساحة الفعلية اللازمة للنصوص الورقية
7. أساليب السؤال المحسنة التي تشمل التفاعلية والوسائط المتعددة

توجد عيوب أيضًا. يعد إنشاء أنظمة التقييم الإلكتروني باهظة الثمن وغير مناسبة لكافة أنواع التقييم (مثل أسئلة الإجابات الحرة). ولا تتعلق التكلفة الأساسية بالجانب الفني، ولكنها تكلفة وضع أسئلة تقييم عالية الجودة - بالرغم من أن هذه التكلفة تكون متطابقة عند استخدام التقييم القائم على الورقة.
تتبع أفضل الأمثلة هيكل التقييم البنائي ويسمى «التقييم البنائي عبر الإنترنت». وهذا يتضمن تقييمًا بنائيًا مبدئيًا عبر فرز الإجابات الخاطئة. ويقوم المؤلف/المعلم بعد ذلك بشرح ما كان ينبغي أن يفعله كل طالب حيال كل سؤال. وسيوفر ذلك للطالب تدريبًا واحدًا على الأقل على كل اختلاف طفيف في الأسئلة التي تم فرزها. وتسمى مرحلة التعليم البنائي. وتتمثل المرحلة التالية في إعداد تقييم تجميعي من خلال مجموعة جديدة من الأسئلة تشمل الموضوعات التي تم تعليمها سابقًا فقط. وسيقوم البعض بتطوير الأمر إلى أبعد من ذلك وتكرار الدورة، مثل اختبارات بوفا عبر الإنترنت 11 بلاس التي تستهدف مجموعة اختبارات 11 بلاس.

## معايير التقييم الإلكتروني
في سبيل ابتكار آلية تمكن من مشاركة أسئلة التقييم العالية الجودة، ظهرت المعايير العالمية. وتقدم مواصفات القابلية البينية في التشغيل للأسئلة والاختبارات المتوافقة مع معيار آي إم إس (QTI) شكلاً شائعًا لوصف وتوزيع مجموعات الأسئلة عبر الأنظمة المتباينة.

## أنظمة إجابات الطالب المحمولة باليد
أحد مجالات التقييم الإلكتروني التي شهدت نموًا هائلاً في السنوات الأخيرة هي استخدام أجهزة إجابات الطالب المحمولة باليد (يشار إليها كثيرًا باسم أجهزة الإجابة عن بعد (كليكرز) أو التصويت). وتسمح هذه الأجهزة للمعلم بإجراء تقييمات واستفتاءات واستطلاعات للمجموعة بأكملها بسهولة وسرعة. ويتم استخدام إما جهاز لاسلكي أو أشعة دون حمراء للتواصل مع محور مركزي متصل غالبًا بجهاز كمبيوتر. وفي العديد من الفصول الدراسية، يمكن استخدام هذه الأجهزة إلى جانب السبورة البيضاء التفاعلية.